# Liste der National Historic Landmarks in Washington

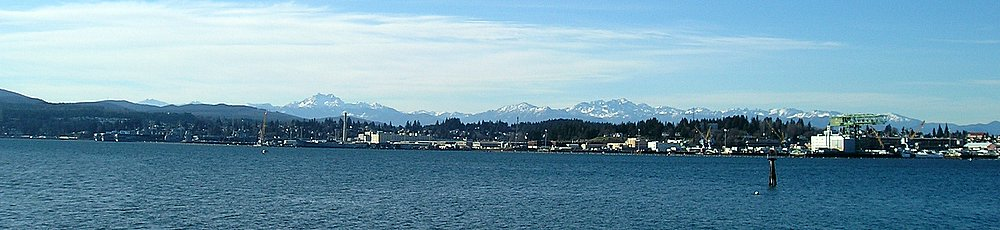
Ein Blick auf die Puget Sound Naval Shipyard in Bremerton, seit 1992 eine National Historic Landmark.

Diese vollständige Liste der National Historic Landmarks in Washington nennt die 24 Stätten, die in diesem US-Bundesstaat als National Historic Landmark (NHL) eingestuft sind und unter der Aufsicht des National Park Service stehen. Diese Bauwerke, Distrikte, Objekte und anderen Stätten entsprechen bestimmten Kriterien hinsichtlich ihrer landesweiten Bedeutung. Washington verfügt über 24 National Historic Landmarks, die durch acht eingestufte Schiffe insbesondere die maritime Vergangenheit des Bundesstaates widerspiegeln. Diese Liste führt die Objekte nach den amtlichen Bezeichnungen im National Register of Historic Places.

## Legende
| NHL  | National Historic Landmark          |
| NHLD | National Historic Landmark District |
| NHP  | National Historical Park            |
| NHR  | National Historical Reserve         |
| NHS  | National Historic Site              |

## Übersicht
|    | Name der Stätte                                                                      | Bild                                               | Jahr          | Ort                                                                   | County                      | Beschreibung |
| -- | ------------------------------------------------------------------------------------ | -------------------------------------------------- | ------------- | --------------------------------------------------------------------- | --------------------------- | --- |
| 1  | Adventuress (schooner)                                                               |                                                    | 11. Apr. 1989 | Seattle 47° 37′ 58,8″ N, 122° 19′ 39″ W                               | King                        | Die 1913 erbaute Yacht sollte der privaten Erkundung der Arktis dienen, aber den größten Teil seines Schiffslebens verbrachte der Schoner als Lotsenboot in San Francisco, Kalifornien. Das Schiff ist bedeutsam als Beispiel für die von Bowdoin B. Crowninshield gestaltete Schiffstechnik, der das Design amerikanischer Yachten und Schoner im 20. Jahrhundert wesentlich beeinflusst hat.               |
| 2  | American and English Camps, San Juan Island San Juan Island National Historical Park |                                                    | 5. Nov. 1961  | Friday Harbor 48° 27′ 49″ N, 123° 1′ 14″ W                            | San Juan                    | Die beiden Feldlager wurden 1859 als Reaktion auf den Schweinekonflikt eingerichtet. Sie waren zwölf Jahre lang besetzt, bis der Vertrag von Washington unterzeichnet wurde, den Kaiser Wilhelm I. vermittelt hatte. Die Briten verließen ihr Lager im November 1872, während die Vereinigten Staaten das Camp erst im Juli 1874 aufgaben.                                                                   |
| 3  | Arthur Foss (tug)                                                                    |                                                    | 11. Apr. 1989 | Kirkland 47° 40′ 22,4″ N, 122° 12′ 25,5″ W                            | King                        | Die 1889 erbaute Arthur Foss ist einer der ältesten Schlepper in den Vereinigten Staaten und erlangte weltweite Bekanntheit, als Metro-Goldwyn-Mayer das Schiff 1933 für die Produktion des Filmes Tugboat Annie mit Marie Dressler und Wallace Beery anmietete. Im Zweiten Weltkrieg war die Arthur Foss das letzte Schiff, dem die Flucht vor Beginn der Schlacht um Wake Ende 1941 gelang.                |
| 4  | B-Reactor                                                                            |                                                    | 19. Aug. 2008 | Richland                                                              | Benton County               | Der B-Reaktor auf der Hanford Site war der erste Plutonium-produzierende Grossreaktor weltweit. Das Projekt wurde unter dem Manhattan-Projekt während des Zweiten Weltkrieges in Auftrag gegeben, um die ersten Nuklearwaffen zu entwickeln. |
| 5  | Bonneville Dam Historic District                                                     |                                                    | 30. Juni 1987 | North Bonneville, WA und Bonneville, OR 45° 38′ 38″ N, 121° 57′ 42″ W | Skamania, WA/ Multnomah, OR | Das Bauwerk aus den 1930er Jahren zur Aufstauung des Columbia Rivers war der erste Staudamm zur Elektrizitätserzeugung, dessen Fallhöhe ausreichte, um 500.000 kW Wasserkraftenergie zu erzeugen. Der Distrikt umfasst den Damm und andere Objekte der Bundesregierung, einschließlich des Generatorhauses Nr. 1, der Schleuse, der Fischleiter und der Fischzuchtteiche und ist auch in Oregon eingetragen. |
| 6  | Chinook Point Lewis and Clark National Historical Park                               |                                                    | 4. Juli 1961  | Chinook 46° 15′ 7″ N, 123° 55′ 24″ W                                  | Pacific                     | Der Seefahrer Robert Gray war der erste Seefahrer, der an dieser Stelle 1792 den Columbia River erblickte. Seine Erkundungen verschafften den Vereinigten Staaten später eine starke Position in den Territorialstreitigkeiten mit dem Vereinigten Königreich von Großbritannien und Irland. |
| 7  | Duwamish (fireboat)                                                                  |                                                    | 30. Juni 1989 | Seattle 47° 39′ 49,6″ N, 122° 23′ 38,8″ W                             | King                        | Das 1909 erbaute Feuerlöschboot Duwamish ist das zweite Löschboot, das in den Vereinigten Staaten zur Brandbekämpfung gebaut wurde. |
| 8  | Fireboat No. 1                                                                       |                                                    | 30. Juni 1989 | Tacoma 47° 17′ 12,6″ N, 122° 29′ 21,9″ W                              | Pierce                      | Das 1929 gebaute Fireboat No. 1 befindet sich nun dauerhaft in einem Trockendock in Tacoma. |
| 9  | Fort Nisqually Granary and Factor's House                                            |                                                    | 15. Apr. 1970 | Tacoma 47° 18′ 12,5″ N, 122° 31′ 57,7″ W                              | Pierce                      | Das 1833 gegründete Fort Nisqually war der erste Handelsposten der Weißen am Puget Sound. |
| 10 | Fort Worden                                                                          |                                                    | 8. Dez. 1976  | Port Townsend 48° 8′ 0″ N, 122° 45′ 55″ W                             | Jefferson                   | Fort Worden wurde während der Endicott-Periode des Baus von Verteidigungsanlagen an den Meeresküsten der Vereinigten Staaten gebaut. Es ist heute ein State Park. |
| 11 | Lightship No. 83, Relief                                                             |                                                    | 11. Apr. 1989 | Kirkland 47° 40′ 22,4″ N, 122° 12′ 25,5″ W                            | King                        | Die 1905 gebaute Relief (heutiger Name Swiftsure) ist gemeinsam mit ihrem Schwesterschiff das älteste noch existierende Feuerschiff in den Vereinigten Staaten. |
| 12 | Longmire Buildings                                                                   |                                                    | 28. Mai 1987  | Mount Rainier National Park 46° 44′ 56″ N, 121° 48′ 34″ W             | Pierce                      | Die drei beitragenden Objekte sind die Servicestation, das Gemeinschaftshaus und das frühere Verwaltungsgebäude und sind Beispiele der typischen rustikalen Nationalparkarchitektur. |
| 13 | Marmes Rockshelter                                                                   | Unknown officials in the Marmes Rockshelter, 1967. | 19. Juli 1964 | Lyons Ferry 46° 36′ 51,5″ N, 118° 12′ 8,7″ W                          | Franklin                    | Obwohl die hier gefundenen menschlichen Überreste zum Zeitpunkt ihrer Entdeckung die ältesten in Nordamerika waren und die ältesten Spuren menschlicher Besiedlung im Bundesstaat Washington darstellen, wurde die Fundstelle bei der Fertigstellung des Lower Monumental Lock and Dam überflutet. |
| 14 | Mount Rainier National Park                                                          |                                                    | 18. Feb. 1997 | Mount-Rainier-Nationalpark 46° 50′ 0″ N, 121° 50′ 0″ W                | Pierce and Lewis            | Der Generalplan des National Park Service in diesem Nationalpark aus den 1920er Jahren stellt eine wesentliche Fortentwicklung des Managements von landschaftlich geschütztem und Erholungszwecken dienendem Land dar. |
| 15 | Panama Hotel                                                                         |                                                    | 20. März 2006 | Seattle 47° 36′ 0,1″ N, 122° 19′ 34,4″ W                              | King                        | Das 1910 erbaute Hotel enthält das letzte noch originale japanische Badehaus in den Vereinigten Staaten. |
| 16 | Paradise Inn                                                                         |                                                    | 28. Mai 1987  | Mount-Rainier-Nationalpark 46° 47′ 5,9″ N, 121° 43′ 57,5″ W           | Pierce                      | Das 1917 im typischen Baustil des National Park Service erbaute Inn wurde 2005 zum Umbau geschlossen. Nach dem Abschluss dieser Arbeiten soll die Einrichtung den modernen Sicherheitsstandards entsprechen. |
| 17 | Pioneer Building, Pergola, and Totem Pole                                            |                                                    | 5. Mai 1977   | Seattle 47° 36′ 2″ N, 122° 19′ 56,8″ W                                | King                        | Das Pioneer Building ist ein 1892 im Richardsonian Romanesque erbautes Gebäude. Die 1909 erbaute Pergola war früher eine Straßenbahnhaltestelle und der Totempfahl, der um 1790 geschnitzt wurde, ist aus einem Dorf gestohlen. Er wurde für die Stadt Seattle 1899 durch ihre Handelskammer erworben. |
| 18 | Port Gamble Historic District                                                        | Eine Mühle in Port Gamble                          | 13. Nov. 1966 | Port Gamble 47° 51′ 18″ N, 122° 35′ 2″ W                              | Kitsap                      | Diese Betriebssiedlung wurde 1853 gegründet. Hier wurde die am längsten in Betrieb stehende Sägemühle in den Vereinigten Staaten betrieben, die erst 1995 schloss. Der Architekt Charles Bebb aus Seattle entwarf viele der Häuser in Port Gamble. |
| 19 | Port Townsend                                                                        |                                                    | 5. Mai 1977   | Port Townsend 48° 6′ 54″ N, 122° 45′ 19″ W                            | Jefferson                   | Dieser Hafen war ursprünglich eine florierende Zollstation. Die Stadt schützt eine bedeutende Sammlung von kommerziellen Gebäuden und Wohnhäusern aus dem 19. Jahrhundert in ihrem Denkmalschutzprogramm. |
| 20 | Puget Sound Naval Shipyard                                                           |                                                    | 27. Aug. 1992 | Bremerton 47° 33′ 32″ N, 122° 38′ 17″ W                               | Kitsap                      | Die Anlage war die primäre Anlaufstation für beschädigte Kriegsschiffe im Zweiten Weltkrieg. So wurden fünf der acht durch den japanischen Angriff auf Pearl Harbor beschädigten Kriegsschiffe hier repariert. |
| 21 | Seattle Electric Company, Georgetown Steam Plant                                     |                                                    | 5. Juli 1984  | Seattle 47° 32′ 1,4″ N, 122° 19′ 17,8″ W                              | King                        | Das Gebäude wurde ursprünglich 1906 zur Erzeugung von Strom für den Eisenbahnverkehr zwischen Seattle und Tacoma gebaut. Das Bauwerk ist heute ein Museum und beherbergt den einzigen existierenden, funktionsfähigen Curtis'schen vertikalen Dampfturbogenerator. |
| 22 | Virginia V (steamboat)                                                               |                                                    | 5. Okt. 1992  | Seattle 47° 37′ 47,6″ N, 122° 22′ 53,7″ W                             | King                        | Die 1922 gebaute Virginia V ist das letzte funktionsfähige Schiff der Puget Sound Mosquito Fleet und das einzige dampfgetriebene Holzrumpfpassagierschiff an der Westküste der Vereinigten Staaten. |
| 23 | W.T. Preston (snagboat)                                                              | The WT Preston.                                    | 5. Mai 1989   | Anacortes 48° 30′ 58″ N, 122° 36′ 33″ W                               | Skagit                      | Von 1929 bis 1981 beseitigte die W.T. Preston Treibgut, um Flüsse für Schiffe passierbar zu machen. Das Schiff befindet sich heute in einem Trockendock und beherbergt ein Museum. |
| 24 | Yakima Park Stockade Group                                                           |                                                    | 28. Mai 1987  | Mount-Rainier-Nationalpark 46° 54′ 42,2″ N, 121° 38′ 32,5″ W          | Pierce                      | Holzfällerkomplex aus vier einzelnen Bauwerken im Mount-Rainier-Nationalpark, denen eigenständige architektonische Bedeutung zukommt. |

## Weitere Stätten unter Aufsicht des National Park Service
National Historic Sites National Historic Parks, National Memorials und einige andere Stätten stehen ebenfalls unter der Aufsicht des United States National Park Service, genießen aber wie die NHLs einen höheren Schutz als die allgemein in das National Register of Historic Places eingetragenen Objekte, ohne dass sie als National Historic Landmarks geführt werden. Es gibt sechs solcher Gebiete in Washington. In der nachfolgenden Tabelle sind aber nur fünf aufgeführt, weil der San Juan National Historic Park bereits oben als American and English Camps enthalten ist.
|   | Bezeichnung                                 | Bild                                                                                               | Jahr          | Ort                                           | County      | Beschreibung |
| - | ------------------------------------------- | -------------------------------------------------------------------------------------------------- | ------------- | --------------------------------------------- | ----------- | --- |
| 1 | Ebey’s Landing National Historical Reserve  | | 10. Nov. 1978 | Whidbey Island                                | Island      | Dieser Park bildet die erste und bislang einzige National Historic Reserve und besteht sowohl aus öffentlichen als auch privaten Grundstücken, einschließlich des in das NRHP eingetragenen Central Whidbey Island Historic District.                                            |
| 2 | Fort Vancouver National Historic Site       | | 19. Juni 1948 | Vancouver, Washington und Oregon City, Oregon |             | Besteht aus Fort Vancouver in Washington und dem Haus von John McLoughlin in Oregon City, Oregon. Die Gebäude im Fort brannten 1866 vollständig nieder, wurden aber 1966 an ihrem ursprünglichen Ort wieder aufgebaut.                                                           |
| 3 | Klondike Gold Rush National Historical Park | 1898: Goldsucher steigen von Skagway auf dem Chilkoot Trail über den White Pass zu den Goldfeldern | 30. Juni 1976 | Skagway, Alaska und Seattle, Washington       |             | Dieser Park in Washington und Alaska ist Bestandteil des Klondike Gold Rush International Historical Parks, zu dem auch der Chilkoot Trail in British Columbia gehört. |
| 4 | Nez Perce National Historical Park          | Big Hole Battlefield                                                                               | 15. Mai 1965  | Idaho, Montana Oregon und Washington          |             | Die 38 Örtlichkeiten, die zu diesem Park gehören, stehen für die Geschichte der Nez Perce; zwei davon befinden sich in Washington, die Grabstätte von Häuptling Joseph dem Jüngeren und die Lagerstätten der Nez Perce in Nespelem.                                              |
| 5 | Whitman Mission National Historic Site      | | 29. Juni 1936 | Walla Walla                                   | Walla Walla | Hier befand sich eine Missionsstation, die von Siedlern auf dem Oregon Trail gegründet wurde. 1847 töteten Mitglieder der Cayuse dreizehn der Siedler, was die Vereinigten Staaten zur Annektierung des Gebietes als Oregon Territory veranlasste und den Cayuse-Krieg auslöste. |

## Frühere NHL in Washington
|   | Bezeichnung | Bild | Jahr          | Ort                                                 | County         | Beschreibung |
| - | ----------- | --- | ------------- | --------------------------------------------------- | -------------- | --- |
| 1 | USCGC Fir   | Historic photograph of the lighthouse tender USCGC Fir at sea with the Cape Flattery Light in the background. | 27. Apr. 1992 | Seattle (ehemals) 47° 35′ 18,4″ N, 122° 20′ 19,4″ W | King (ehemals) | Dieses Versorgungsschiff für Leuchttürme war das letzte im Dienst befindliche Schiff in der Flotte des United States Lighthouse Service und somit ein Vorgänger der Tonnenleger der heutigen Coast Guard. Das 1939 gebaute Schiff war bis 1991 im Dienst und ist heute das letzte noch existierende Exemplar seiner Art. Das relativ wenig modifizierte Schiff Fir sollte ursprünglich als Museumsschiff in Staten Island, New York vor Anker gehen, wurde jedoch nach Kalifornien gebracht und steht zum Verkauf. |